# Maldivas nos Jogos Olímpicos de Verão de 1988
Maldivas participou dos Jogos Olímpicos de Verão de 1988 em Seul, na Coreia do Sul. Não conquistou nenhuma medalha, nem de ouro, nem de prata e nem de bronze. Foi a primeira participação do país em Jogos Olímpicos de Verão.

## Desempenho

### Atletismo
Masculino
| Prova | Atleta             | Preliminares | Preliminares | Quartas     | Quartas     | Semifinal   | Semifinal   | Final       | Final       |
| Prova | Atleta             | Marca        | Posição      | Marca       | Posição     | Marca       | Posição     | Marca       | Posição     |
| ----- | ------------------ | ------------ | ------------ | ----------- | ----------- | ----------- | ----------- | ----------- | ----------- |
| 100 m | Ismail Asif Waheed | 11.49        | 94           | Não avançou | Não avançou | Não avançou | Não avançou | Não avançou | Não avançou |